# Au nom de la loi (film, 1932)
Pour les articles homonymes, voir Au nom de la loi.
Pour plus de détails, voir Fiche technique et Distribution.
Au nom de la loi est un film français de Maurice Tourneur sorti en 1932.

## Synopsis
Le corps de l'inspecteur Clamart flotte sur la Seine, une balle dans la nuque. Il était sur le point de boucler une enquête importante. Ses collègues remontent la piste. Quelques flics durs à cuire, une belle et mystérieuse trafiquante de « coco », archétype de la femme fatale, des truands couturés, des petites gagneuses et des hommes de main chinois.

## Fiche technique
- Marcelle Chantal au cours du film (1932)Titre : Au nom de la loi
- Réalisation : Maurice Tourneur

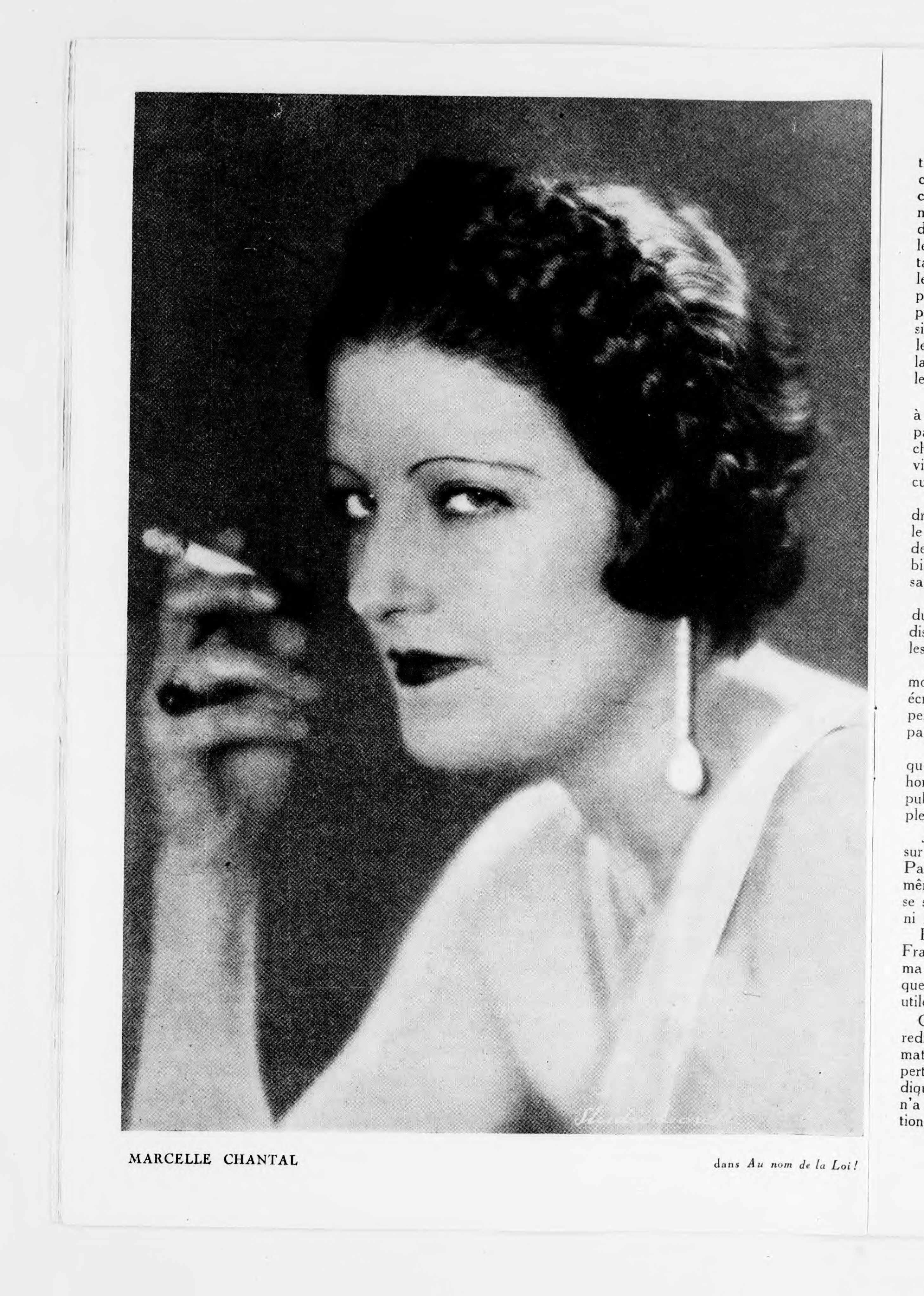
Marcelle Chantal au cours du film (1932)

- Assistants : Édouard Lepage, Jacques Tourneur
- Scénario : Paul Bringuier d'après son roman et Maurice Tourneur
- Direction artistique : Jacques Colombier
- Photographie : Georges Benoît et Marc Bujard
- Son : Reginald Campbell
- Production : Bernard Natan, Émile Natan
- Société de production : Pathé Cinéma
- Société de distribution : Pathé-Natan
- Pays de production :  France
- Langue originale : français
- Format : noir et blanc — 35 mm — 1,37:1 — son Mono (RCA Sound System)
- Genre : film policier
- Durée : 85 minutes
- Date de sortie : France : 15 avril 1932

## Distribution
- Gabriel Gabrio : Amédée
- Charles Vanel : Lancelot
- Jean Marchat : Marcel
- Marcelle Chantal : Sandra
- Pierre Labry : Ludovic
- Jean Dax : Chevalier
- Régine Dancourt : Mireille
- José Noguero : Gonzalès
- Nestor Ariani : Le comte de Bullack
- Géo Laby : Clamart
- Eugène Stuber : un consommateur
- Georges Benoît
- Michèle Morgan : au téléphone

## Commentaire
Dans le clair-obscur des ruelles, les bastringues louches, les fumeries d'opium et les trains de nuit, Maurice Tourneur joue avec tout un folklore interlope. De Montmartre aux quais de la Joliette, cette pègre romanesque promène un spleen vénéneux, auquel s'ajoute désormais la patine du temps, fantôme luminescent des années 1930. Le film est un peu languissant, s'attardant comme par effraction sur une foule, un quai de gare, toute une nébuleuse d'atmosphères enfumées, mélancoliques.
Ainsi, s'étire et se défait l'intrigue, le temps d'offrir à chacun sa scène de bravoure, superbement photographiée, ébène et perle plutôt que noir et blanc. Le comédien Gabriel Gabrio fait ainsi merveille en truand fruste et traqué, brute aux abois, lors d'une séquence d'interrogatoire serré. « Condé » obstiné et coriace, un jeune comédien nommé Charles Vanel impose déjà sa présence, dans un second rôle remarqué. Un beau polar d'époque.

## Accueil
« Mais je tiens à dire qu’un film comme "AU NOM DE LA LOI" a été une révélation, une œuvre originale, quasi unique parmi les films policiers français des années 30 de par ses recherches réalistes (décors, accessoires, figuration, importance des extérieurs réels) et formelles : photo et cadre magnifiques, ton dépouillé, interprétation sobre, contenue avec une révélation, Marcelle Chantal utilisée à contre-emploi. »

— Bertrand Tavernier, DVD blog SACD, 2 juillet 2012